# Deweese (Nebraska)
Deweese je selo u američkoj saveznoj državi Nebraska. Prema popisu stanovništva iz 2010. u njemu je živjelo 67 stanovnika.